# Chersotis pertexta
Chersotis pertexta là một loài bướm đêm trong họ Noctuidae.